# Edwin Ifeanyi
Edwin Ifeanyi (28 april 1972) is een voormalig Kameroens voetballer.

## Carrière
Edwin Ifeanyi speelde tussen 1995 en 2000 voor Tokyo Gas, Verdy Kawasaki, Omiya Ardija, Oita Trinita en Montedio Yamagata.

## Statistieken
| Japan   | Japan             | Japan           | League | League | Emperor's Cup | Emperor's Cup | J-League Cup | J-League Cup | Totaal | Totaal |
| Seizoen | Club              | League          | Wed.   | Goals  | Wed.          | Goals         | Wed.         | Goals        | Wed.   | Goals  |
| ------- | ----------------- | --------------- | ------ | ------ | ------------- | ------------- | ------------ | ------------ | ------ | ------ |
| 1995    | Tokyo Gas         | Football League | 15     | 1      | 0             | 0             | -            | -            | 15     | 1      |
| 1996    | Tokyo Gas         | Football League | 29     | 7      | 3             | 2             | -            | -            | 32     | 9      |
| 1997    | Tokyo Gas         | Football League | 28     | 8      | 5             | 1             | -            | -            | 33     | 9      |
| 1998    | Verdy Kawasaki    | J. League 1     | 2      | 0      | 0             | 0             | 3            | 0            | 5      | 0      |
| 1999    | Omiya Ardija      | J. League 2     | 10     | 0      | 0             | 0             | 2            | 0            | 12     | 0      |
| 1999    | Oita Trinita      | J. League 2     | 18     | 1      | 0             | 0             | 0            | 0            | 18     | 1      |
| 2000    | Montedio Yamagata | J. League 2     | 32     | 3      | 1             | 3             | 0            | 0            | 33     | 6      |
| Totaal  | Totaal            | Totaal          | 134    | 20     | 9             | 6             | 5            | 0            | 148    | 26     |